# Frans Klaas Kieviet
Frans Klaas Kieviet (Schiedam, 20 maart 1933 − Buren, 12 januari 2005) was een Nederlands hoogleraar didactiek aan de Rijksuniversiteit Leiden.

## Biografie
In 1953 behaalde Kieviet de hoofdakte aan de kweekschool te Amsterdam. In 1960 behaalde hij te Utrecht zijn kandidaatsexamen pedagogiek, in 1964 zijn doctoraal. In 1970 was Kieviet projectleider bij het Leids Pedagogisch Instituut waar hij onderzoek deed naar mogelijkheden en effecten van het gebruik van videobanden in de theorielessen didactiek bij de opleiding van a.s. onderwijzers en naar mogelijkheden en effecten van het gebruik van t.v. bij gedragstraining van a.s. onderwijzers (micro-teaching). In 1972 promoveerde hij te Leiden op dat laatste onderwerp: Microteaching als methode in de opleiding van leerkrachten. Per 1 november 1973 werd hij benoemd tot gewoon hoogleraar te Leiden, met als leeropdracht toegepaste pedagogiek, in het bijzonder de didactiek; zijn inaugurele rede hield hij op 22 november 1974 onder de titel Open en gesloten curricula. In 1974 was hij voorzitter van de Commissie opleiding remedial teacher die in dat jaar haar eerste rapport uitbracht; in 1977 volgde het derde en laatste rapport van die commissie. In 1979 werkte hij mee aan Nieuwe methoden in de opleiding van onderwijsgevenden. In 1993 ging hij met emeritaat waarbij hem een liber amicorum door zijn promovendi werd aangeboden; de redactie ervan werd mede gevoerd door prof. dr. Tom van der Voort (1942-2018).
Prof. dr. F.K. Kieviet overleed in 2005 op 71-jarige leeftijd.